# Чемпіонат світу з фігурного катання 2024
Чемпіонат світу з фігурного катання 2024 — змагання з фігурного катання, яке відбулося з 18 по 24 березня 2024 року в Монреалі, Канада. Медалі розігруються в чоловічому одиночному катанні, жіночому одиночному катанні, парному катанні та танцях на льоду.
Змагання визначатиме квоти на участь кожної федерації ковзанярського спорту на Чемпіонаті світу 2025 року.

## Місце проведення
У 2021 році Міжнародний союз ковзанярів розглядав шість кандидатів на право проведення Чемпіонату світу 2024 року. Серед претендентів були Софія (Болгарія), Будапешт (Угорщина), Прага (Чехія), Братислава (Словаччина), Монреаль (Канада) та Сан-Хосе (США). ІСУ ухвалив рішення про проведення чемпіонату саме в канадському Монреалі.

## Кваліфікація
До чемпіонату допускаються фігуристи з країн-членів ІСУ, які досягли 16-річного віку на момент 1 липня 2023 року.
За підсумками Чемпіонату світу 2023 року, кожна країна має право виставити від одного до трьох спортсменів у кожній дисципліні фігурного катання. Національні федерації складали заявку на основі власних критеріїв, але обрані фігуристи мали досягти мінімальної технічної оцінки елементів на міжнародному змаганні до Чемпіонату світу.

### Представництво по країнам
Більше одного учасника (пари) можуть подати, за результатами попереднього чемпіонату, такі національні федерації:
| Квоти | Чоловіки                        | Жінки                                   | Пари                                                   | Танці на льоду                                       |
| ----- | ------------------------------- | --------------------------------------- | ------------------------------------------------------ | ---------------------------------------------------- |
| 3     | Японія Південна Корея США       | Японія Південна Корея                   | Японія США Канада                                      | США Канада                                           |
| 2     | Франція Італія Канада Швейцарія | Бельгія США Німеччина Швейцарія Естонія | Італія Угорщина Німеччина Австралія Франція Нідерланди | Італія Велика Британія Литва Чехія Фінляндія Франція |

Починаючи з 2022 року, російські та білоруські спортсмени відсторонені від змагань на міжнародній арені у зв'язку з повномасштабним вторгненням росії в Україну.

### Мінімальні технічні оцінки
Національні федерації фігурного катання обирають учасників виходячи з власних критеріїв. Але заявленим фігуристам необхідно на одному з міжнародних стартів цього або попереднього сезону отримати мінімальну технічну оцінку в короткій і довільній програмах. Для Чемпіонату світу 2024 року технічний мінімум становив:
| Дисципліна     | Коротка програма | Довільна програма |
| -------------- | ---------------- | ----------------- |
| Чоловіки       | 34               | 64                |
| Жінки          | 32               | 53                |
| Парне катання  | 29               | 46                |
| Танці на льоду | 35               | 52                |

## Розклад
| Дата                                               | Дисципліна     | Час   | Сегмент           |
| -------------------------------------------------- | -------------- | ----- | ----------------- |
| 20 березня 2024                                    | Пари           | 12:00 | Коротка програма  |
| 20 березня 2024                                    | Жінки          | 17:00 | Коротка програма  |
| 21 березня 2024                                    | Чоловіки       | 11:10 | Коротка програма  |
| 21 березня 2024                                    | Пари           | 18:10 | Довільна програма |
| 22 березня 2024                                    | Танці на льоду | 11:20 | Ритм-танець       |
| 22 березня 2024                                    | Жінки          | 18:00 | Довільна програма |
| 23 березня 2024                                    | Танці на льоду | 13:30 | Довільний танець  |
| 23 березня 2024                                    | Чоловіки       | 18:00 | Довільна програма |
| 24 березня 2024                                    | Н/Д            | 14:00 | Гала-шоу          |
| Часовий пояс вказаний за місцевим часом (UTC—5:00) |                |       |                   |

## Рекорди
- 40-річна парниця Діанна Стеллато-Дудек стала найдорослішою фігуристкою, яка перемогла на Чемпіонаті світу[3].
- Фігуристка Каорі Сакамото стала першою за 56 років фігуристкою, яка тричі підряд стала чемпіонкою світу[4].
- Фігурист Ілля Малінін під час довільної програми чисто виконав сім надскладних стрибків (четверний аксель, четверний лутц, четверний рітбергер, четверний сальхов, каскад четверний лутц-ойлер-потрійний фліп, каскад четверний тулуп-потрійний тулуп, каскад потрійний лутц-потрійний аксель), набрав 227,79 балів і встановив світовий рекорд за кількістю балів в довільній програмі[5].

## Результати

### Чоловіки

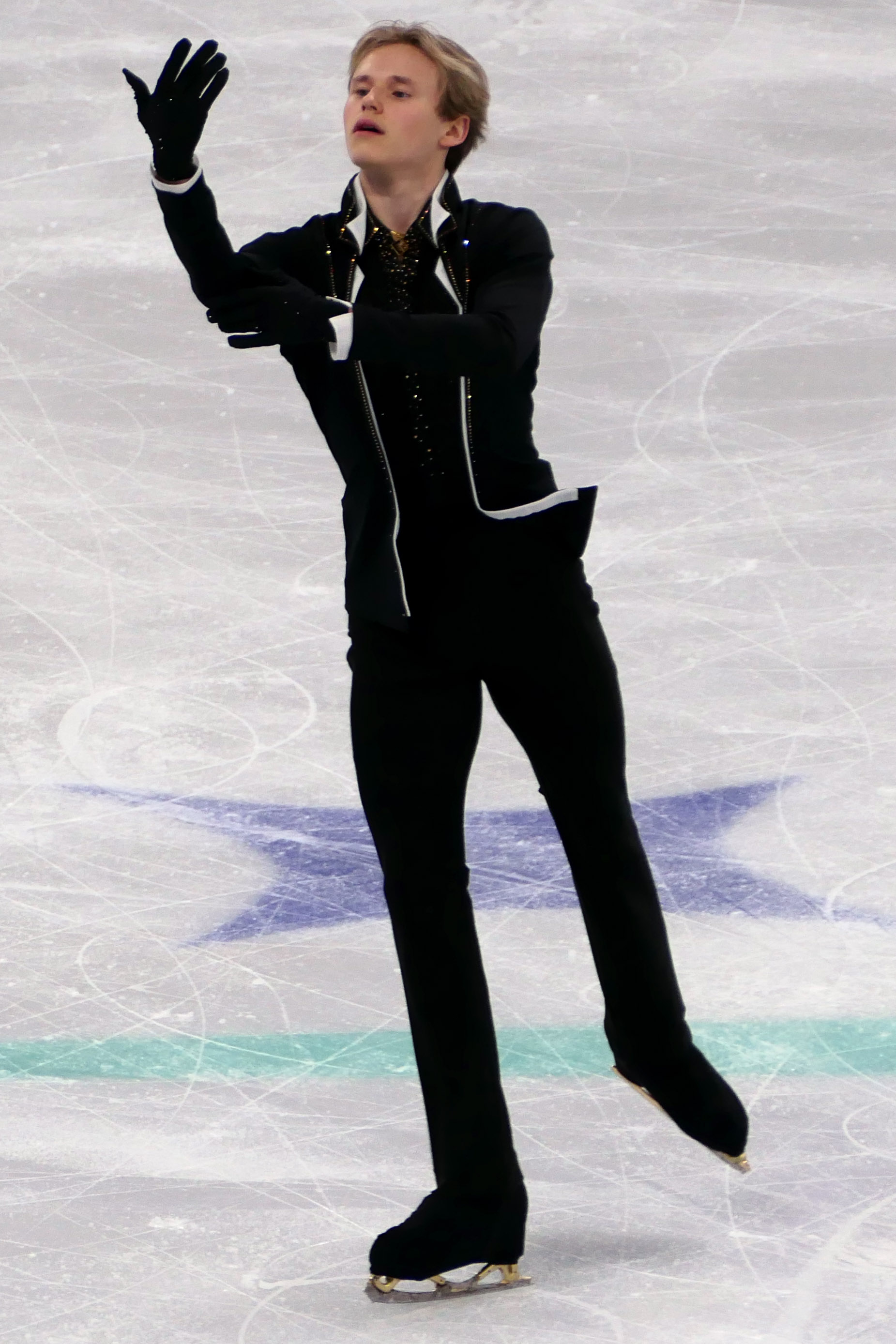
Чемпіон світу 2024 серед чоловіків Ілля Малінін

| Місце                                | Фігурист                     | Країна          | Загальний залік | Коротка програма | Коротка програма | Довільна програма | Довільна програма |
| ------------------------------------ | ---------------------------- | --------------- | --------------- | ---------------- | ---------------- | ----------------- | ----------------- |
| 1                                    | Ілля Малінін                 | США             | 333.76          | 105.97           | 3                | 227.79            | 1                 |
| 2                                    | Юма Кагіяма                  | Японія          | 309.65          | 106.35           | 2                | 203.30            | 3                 |
| 3                                    | Адам Сяо Гім Фа              | Франція         | 284.39          | 77.49            | 19               | 206.90            | 2                 |
| 4                                    | Сьома Умо                    | Японія          | 280.85          | 107.72           | 1                | 173.13            | 6                 |
| 5                                    | Джейсон Браун                | США             | 274.33          | 93.87            | 4                | 180.46            | 5                 |
| 6                                    | Лукас Бричгі                 | Швейцарія       | 274.09          | 93.41            | 5                | 180.68            | 4                 |
| 7                                    | Денісс Васильєвс             | Латвія          | 257.80          | 89.42            | 8                | 168.38            | 8                 |
| 8                                    | Као Міура                    | Японія          | 254.72          | 85.00            | 10               | 169.72            | 7                 |
| 9                                    | Ніколай Мемола               | Італія          | 253.12          | 93.10            | 6                | 160.02            | 12                |
| 10                                   | Чха Джун Гван                | Південна Корея  | 249.65          | 88.21            | 9                | 161.44            | 11                |
| 11                                   | Олександр Селевко            | Естонія         | 247.57          | 84.08            | 12               | 163.49            | 9                 |
| 12                                   | Марк Городницький            | Ізраїль         | 243.25          | 80.49            | 14               | 162.76            | 10                |
| 13                                   | Ніка Еґадзе                  | Грузія          | 241.55          | 92.08            | 7                | 149.47            | 15                |
| 14                                   | Михайло Шайдоров             | Казахстан       | 234.19          | 80.02            | 16               | 154.17            | 13                |
| 15                                   | Донован Каррілло             | Мексика         | 232.67          | 80.19            | 15               | 152.48            | 14                |
| 16                                   | Габріель Франжипані          | Італія          | 231.38          | 82.63            | 13               | 148.75            | 17                |
| 17                                   | Веслі Чу                     | Канада          | 227.21          | 78.00            | 18               | 149.21            | 16                |
| 18                                   | Кім Гьон Гьом                | Південна Корея  | 222.79          | 74.89            | 21               | 147.90            | 18                |
| 19                                   | Роман Садовський             | Канада          | 221.57          | 84.28            | 11               | 137.29            | 22                |
| 20                                   | Камден Пулкінен              | США             | 219.86          | 78.85            | 17               | 141.01            | 20                |
| 21                                   | Люк Економідес               | Франція         | 217.20          | 74.02            | 22               | 143.08            | 19                |
| 22                                   | Семен Данілян                | Вірменія        | 213.99          | 73.46            | 23               | 140.53            | 21                |
| 23                                   | Андреас Нордебек             | Швеція          | 211.45          | 76.20            | 20               | 135.25            | 23                |
| 24                                   | Лі Сі Гьон                   | Південна Корея  | 207.59          | 73.23            | 24               | 134.36            | 24                |
| Не відібралися до довільної програми |                              |                 |                 |                  |                  |                   |                   |
| 25                                   | Володимир Литвинцев          | Азербайджан     | 72.16           | 72.16            | 25               | Н/Д               | Н/Д               |
| 26                                   | Давід Левтон Брейн           | Монако          | 71.58           | 71.58            | 26               | Н/Д               | Н/Д               |
| 27                                   | Моріс Зандрон                | Австрія         | 69.59           | 69.59            | 27               | Н/Д               | Н/Д               |
| 28                                   | Томас-Льоренс Гуаріно Сабате | Іспанія         | 68.35           | 68.35            | 28               | Н/Д               | Н/Д               |
| 29                                   | Джарі Кесслер                | Хорватія        | 68.32           | 68.32            | 29               | Н/Д               | Н/Д               |
| 30                                   | Бурак Демірбога              | Туреччина       | 68.18           | 68.18            | 30               | Н/Д               | Н/Д               |
| 31                                   | Володимир Самойлов           | Польща          | 67.81           | 67.81            | 31               | Н/Д               | Н/Д               |
| 32                                   | Микита Старостін             | Німеччина       | 67.34           | 67.34            | 32               | Н/Д               | Н/Д               |
| 33                                   | Іван Шмуратко                | Україна         | 66.90           | 66.90            | 33               | Н/Д               | Н/Д               |
| 34                                   | Валттер Віртанен             | Фінляндія       | 66.55           | 66.55            | 34               | Н/Д               | Н/Д               |
| 35                                   | Адам Хагара                  | Словаччина      | 65.37           | 65.37            | 35               | Н/Д               | Н/Д               |
| 36                                   | Георгій Рештенко             | Чехія           | 65.35           | 65.35            | 36               | Н/Д               | Н/Д               |
| 37                                   | Олександр Златков            | Болгарія        | 64.77           | 64.77            | 37               | Н/Д               | Н/Д               |
| 38                                   | Едвард Епплебі               | Велика Британія | 59.51           | 59.51            | 38               | Н/Д               | Н/Д               |
| 39                                   | Джин Боян                    | КНР             | 58.53           | 58.53            | 39               | Н/Д               | Н/Д               |
| 40                                   | Олександр Власенко           | Угорщина        | 51.50           | 51.50            | 40               | Н/Д               | Н/Д               |

### Жінки

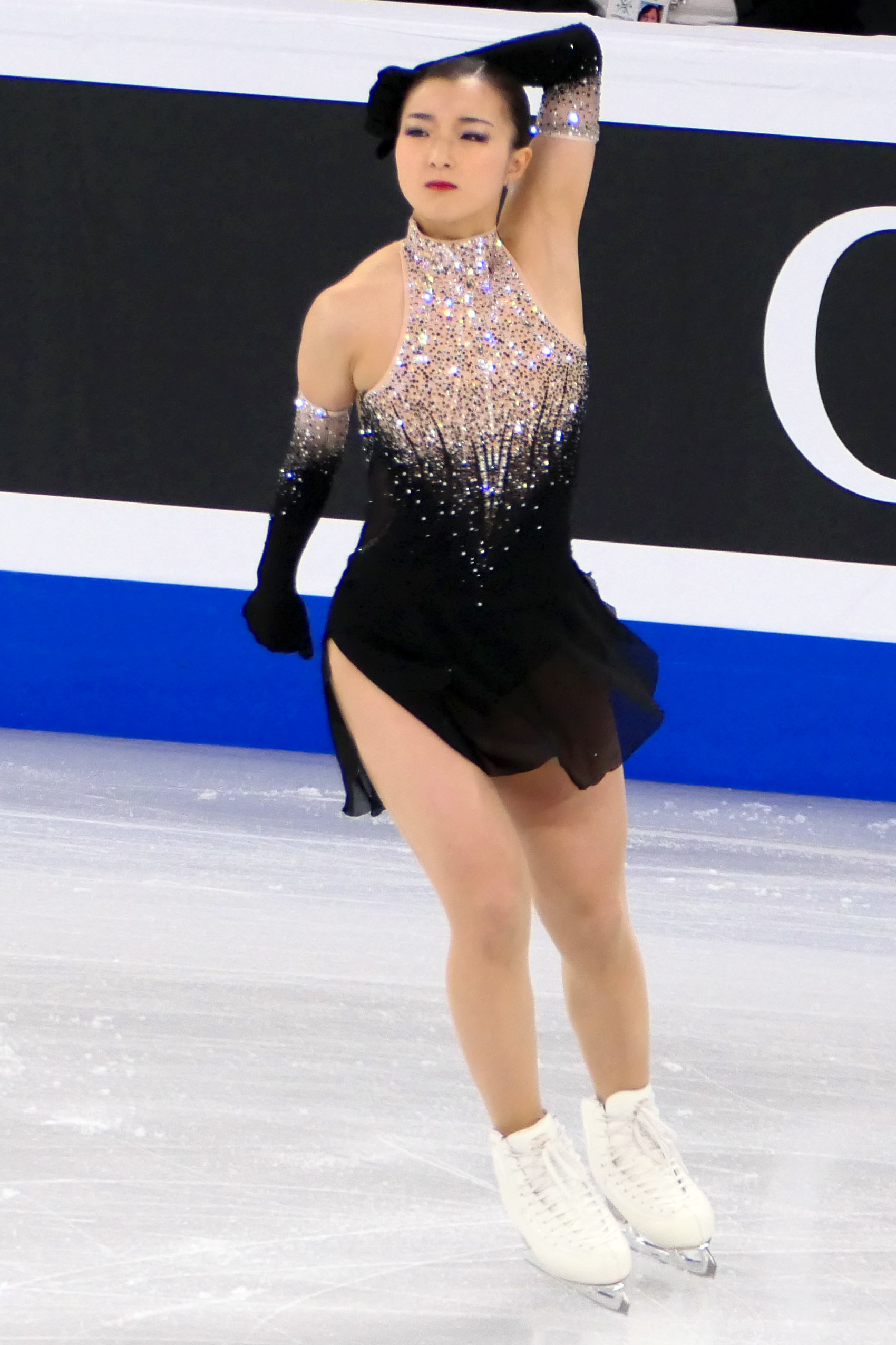
Чемпіонка світу 2024 серед жінок Каорі Сакамото

| Місце                                | Фігуристка         | Країна            | Загальний залік | Коротка програма | Коротка програма | Довільна програма | Довільна програма |
| ------------------------------------ | ------------------ | ----------------- | --------------- | ---------------- | ---------------- | ----------------- | ----------------- |
| 1                                    | Каорі Сакамото     | Японія            | 222.96          | 73.29            | 4                | 149.67            | 1                 |
| 2                                    | Ізабо Левіто       | США               | 212.16          | 73.73            | 2                | 138.43            | 2                 |
| 3                                    | Чхе Йон Кім        | Південна Корея    | 203.59          | 66.91            | 6                | 136.68            | 3                 |
| 4                                    | Луна Гендрікс      | Бельгія           | 200.25          | 76.98            | 1                | 123.27            | 8                 |
| 5                                    | Кіммі Репонд       | Швейцарія         | 196.02          | 62.64            | 12               | 133.38            | 4                 |
| 6                                    | Хе Ін Лі           | Південна Корея    | 195.48          | 73.55            | 3                | 121.93            | 12                |
| 7                                    | Моне Тіба          | Японія            | 195.46          | 62.64            | 13               | 132.82            | 5                 |
| 8                                    | Хана Йосіда        | Японія            | 194.93          | 64.56            | 8                | 130.37            | 6                 |
| 9                                    | Лівія Кайзер       | Швейцарія         | 187.24          | 64.05            | 10               | 123.19            | 9                 |
| 10                                   | Ембер Гленн        | США               | 186.53          | 64.53            | 9                | 122.00            | 11                |
| 11                                   | Катерина Куракова  | Польща            | 184.76          | 62.34            | 14               | 122.42            | 10                |
| 12                                   | Ю Янг              | Південна Корея    | 183.35          | 67.37            | 5                | 115.98            | 14                |
| 13                                   | Анастасія Губанова | Грузія            | 182.42          | 58.66            | 20               | 123.76            | 7                 |
| 14                                   | Ольга Мікутіна     | Австрія           | 177.76          | 60.77            | 16               | 116.99            | 13                |
| 15                                   | Ніна Пінзарроне    | Бельгія           | 177.46          | 64.04            | 11               | 113.42            | 16                |
| 16                                   | Ніна Петрикіна     | Естонія           | 176.53          | 66.23            | 7                | 110.30            | 18                |
| 17                                   | Лорін Шильд        | Франція           | 172.90          | 59.41            | 18               | 113.49            | 15                |
| 18                                   | Меделін Шизас      | Канада            | 171.78          | 59.65            | 17               | 112.13            | 17                |
| 19                                   | Жозефін Тайєґорд   | Швеція            | 167.47          | 61.55            | 15               | 105.92            | 20                |
| 20                                   | Саріна Джус        | Італія            | 167.04          | 59.39            | 19               | 107.65            | 19                |
| 21                                   | Наталі Лангербавр  | Естонія           | 159.55          | 53.81            | 24               | 105.74            | 21                |
| 22                                   | Тін Цзи Хань       | Китайський Тайбей | 157.83          | 56.32            | 22               | 101.51            | 22                |
| 23                                   | Мія Ріса Гомез     | Норвегія          | 147.13          | 55.09            | 23               | 92.04             | 23                |
| 24                                   | Нелла Пелконен     | Фінляндія         | 145.45          | 56.82            | 21               | 88.63             | 24                |
| Не відібралися до довільної програми |                    |                   |                 |                  |                  |                   |                   |
| 25                                   | Ніна Пові          | Велика Британія   | 53.50           | 53.50            | 25               | Н/Д               | Н/Д               |
| 26                                   | Александра Фейгін  | Болгарія          | 53.33           | 53.33            | 26               | Н/Д               | Н/Д               |
| 27                                   | Джулія Сайтер      | Румунія           | 52.52           | 52.52            | 27               | Н/Д               | Н/Д               |
| 28                                   | Елішка Бржезинова  | Чехія             | 50.90           | 50.90            | 28               | Н/Д               | Н/Д               |
| 29                                   | Крістіна Ісаєв     | Німеччина         | 50.07           | 50.07            | 29               | Н/Д               | Н/Д               |
| 30                                   | Ванеса Селмекова   | Словаччина        | 48.94           | 48.94            | 30               | Н/Д               | Н/Д               |
| 31                                   | Софія Степченко    | Латвія            | 46.74           | 46.74            | 31               | Н/Д               | Н/Д               |
| 32                                   | Марія Сенюк        | Ізраїль           | 46.57           | 46.57            | 32               | Н/Д               | Н/Д               |
| 33                                   | Анастасія Грачова  | Молдова           | 46.12           | 46.12            | 33               | Н/Д               | Н/Д               |
| 34                                   | Анастасія Гожва    | Україна           | 40.28           | 40.28            | 34               | Н/Д               | Н/Д               |
| 35                                   | Меда Варякойте     | Литва             | 40.04           | 40.04            | 35               | Н/Д               | Н/Д               |

### Пари

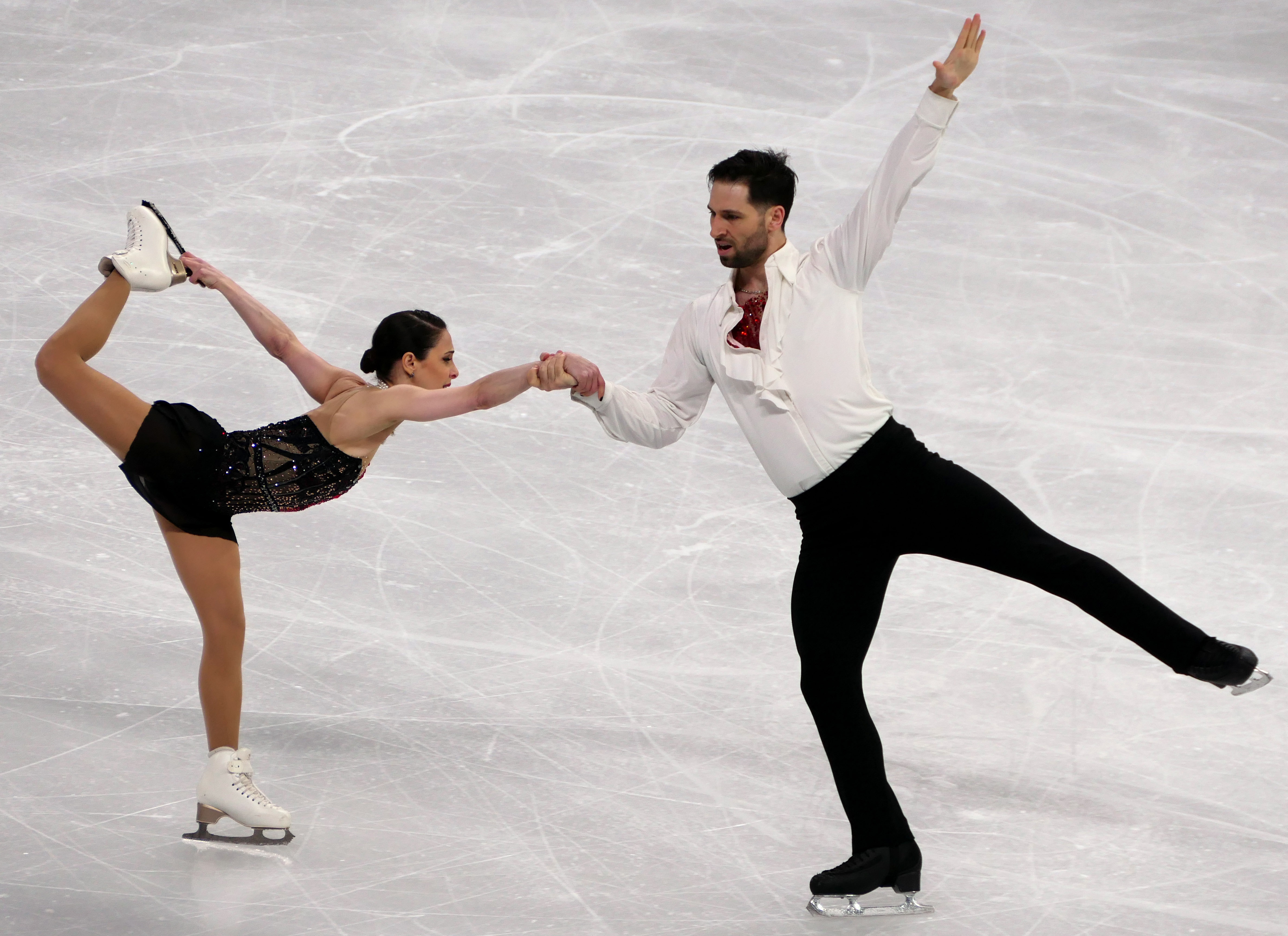
Чемпіони світу 2024 серед пар Діанна Стеллато-Дудек та Максим Дешам

| Місце                                | Пара                                       | Країна          | Загальний залік | Коротка програма | Коротка програма | Довільна програма | Довільна програма |
| ------------------------------------ | ------------------------------------------ | --------------- | --------------- | ---------------- | ---------------- | ----------------- | ----------------- |
| 1                                    | Діанна Стеллато-Дудек / Максим Дешам       | Канада          | 221.56          | 77.48            | 1                | 144.08            | 2                 |
| 2                                    | Ріку Міура / Рюїті Кіхара                  | Японія          | 217.88          | 73.53            | 2                | 144.35            | 1                 |
| 3                                    | Мінерва Фаб'єн Газе / Микита Володін       | Німеччина       | 210.40          | 72.10            | 4                | 138.30            | 3                 |
| 4                                    | Марія Павлова / Олексій Святченко          | Угорщина        | 204.60          | 68.01            | 6                | 136.59            | 4                 |
| 5                                    | Анніка Гоке / Роберт Кункель               | Німеччина       | 198.23          | 67.64            | 7                | 130.59            | 5                 |
| 6                                    | Сара Конті / Нікколо Мачії                 | Італія          | 197.34          | 72.88            | 3                | 124.46            | 6                 |
| 7                                    | Анастасія Метьолкіна / Лука Берулава       | Грузія          | 189.30          | 72.02            | 5                | 117.28            | 10                |
| 8                                    | Ліа Перейра / Треннт Мішо                  | Канада          | 186.93          | 64.83            | 9                | 122.10            | 7                 |
| 9                                    | Лукренція Беккарі / Маттео Гуарізе         | Італія          | 185.40          | 66.12            | 8                | 119.28            | 9                 |
| 10                                   | Анастасія Голубева / Гектор Джотополус Мур | Австралія       | 182.71          | 63.35            | 11               | 119.36            | 8                 |
| 11                                   | Емілі Чен / Спенсер Акіра Хоу              | США             | 180.41          | 62.86            | 12               | 115.97            | 11                |
| 12                                   | Еллі Кем / Денні О'Ші                      | США             | 175.44          | 64.44            | 10               | 112.58            | 13                |
| 13                                   | Валентина Плазес / Максиміліан Фернандес   | США             | 174.15          | 61.64            | 13               | 112.51            | 14                |
| 14                                   | Дарія Данилова / Мішель Циба               | Нідерланди      | 172.24          | 59.07            | 17               | 113.17            | 12                |
| 15                                   | Келлі Енн Лорін / Лукас Ет'є               | Канада          | 169.48          | 60.18            | 14               | 109.30            | 15                |
| 16                                   | Пен Чен / Ван Лей                          | КНР             | 165.67          | 59.50            | 15               | 106.17            | 16                |
| 17                                   | Міланія Вяянянен / Філіппо Клерічі         | Фінляндія       | 156.02          | 55.40            | 19               | 100.62            | 17                |
| 18                                   | Софія Голіченко / Артем Даренський         | Україна         | 159.39          | 59.34            | 16               | 100.05            | 18                |
| 19                                   | Юлія Щетиніна / Мішель Возняк              | Польща          | 155.91          | 56.24            | 18               | 99.67             | 19                |
| 20                                   | Анастасія Вайпан-Лав / Люк Дігбі           | Велика Британія | 153.06          | 54.69            | 20               | 98.37             | 20                |
| Не відібралися до довільної програми |                                            |                 |                 |                  |                  |                   |                   |
| 21                                   | Ізабелла Гамез / Олександр Коровін         | Філіппіни       | 49.70           | 49.70            | 21               | Н/Д               | Н/Д               |
| 22                                   | Софія Шаллер / Лівіо Майр                  | Австрія         | 49.54           | 49.54            | 22               | Н/Д               | Н/Д               |
| 23                                   | Грета Крафурд / Джон Крафурд               | Швеція          | 49.05           | 49.05            | 23               | Н/Д               | Н/Д               |
| 24                                   | Федеріка Сіміолі / Алессандро Зарбо        | Чехія           | 46.84           | 46.84            | 24               | Н/Д               | Н/Д               |

### Танці на льоду

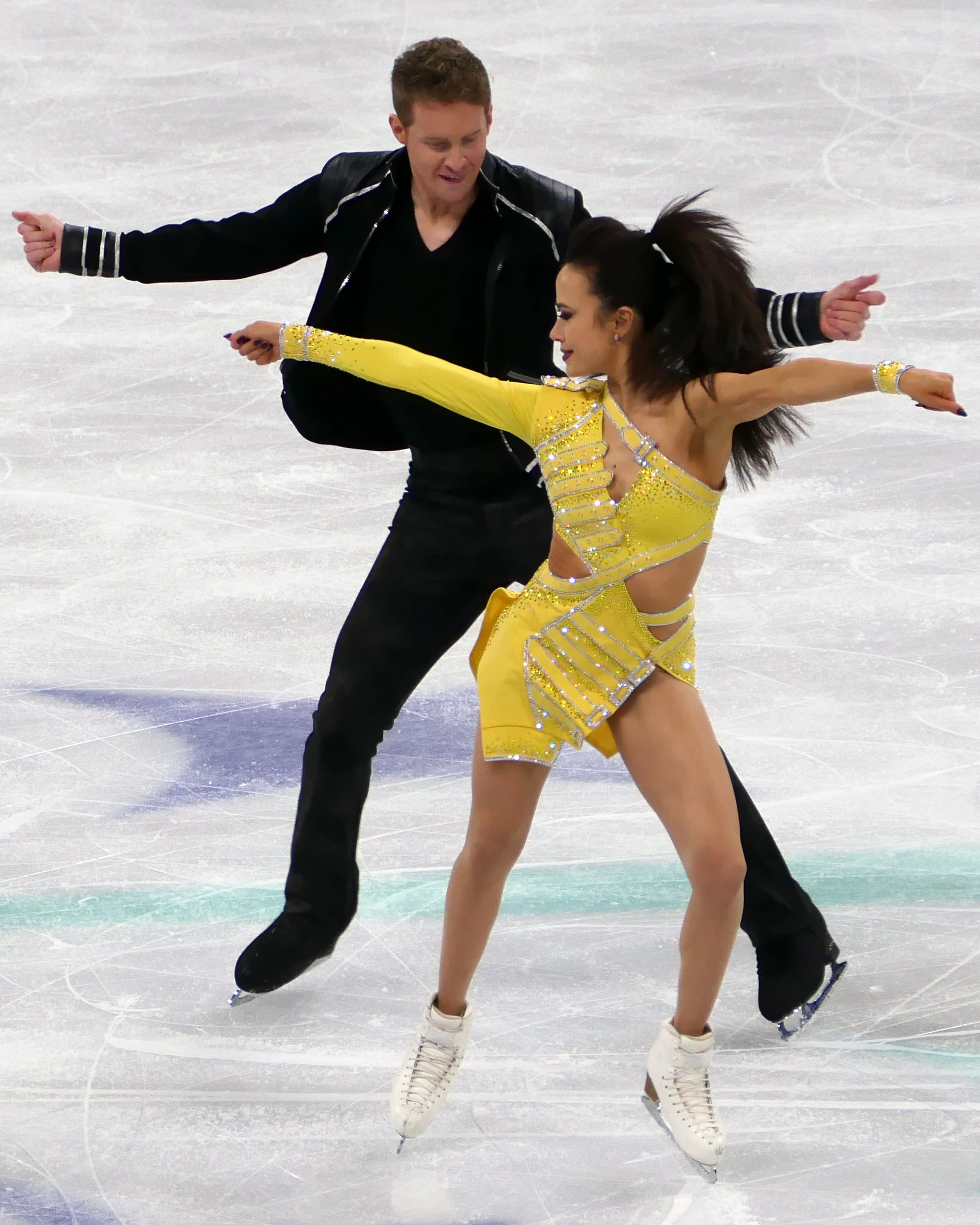
Чемпіони світу 2024 серед танцюристів Медісон Чок та Еван Бейтс

| Місце                              | Танцюристи                                     | Країна          | Загальний залік | Ритм-танець | Ритм-танець | Довільний танець | Довільний танець |
| ---------------------------------- | ---------------------------------------------- | --------------- | --------------- | ----------- | ----------- | ---------------- | ---------------- |
| 1                                  | Медісон Чок / Еван Бейтс                       | США             | 222.20          | 90.08       | 1           | 132.12           | 2                |
| 2                                  | Пайпер Гіллес / Пол Пуар'є                     | Канада          | 219.68          | 86.51       | 3           | 133.14           | 1                |
| 3                                  | Шарлен Гіньяр / Марко Фаббрі                   | Італія          | 216.52          | 87.52       | 2           | 129.00           | 3                |
| 4                                  | Лайла Фір / Левіс Гібсон                       | Велика Британія | 210.92          | 84.60       | 4           | 126.32           | 4                |
| 5                                  | Маржорі Лажуа / Закарі Лага                    | Канада          | 208.01          | 82.30       | 5           | 125.71           | 5                |
| 6                                  | Аллісон Рід / Сауліус Амбрулевич               | Литва           | 200.96          | 80.99       | 6           | 119.97           | 9                |
| 7                                  | Крістіна Каррейра / Ентоні Пономаренко         | США             | 200.32          | 79.26       | 8           | 121.06           | 7                |
| 8                                  | Євгенія Лопарьова / Жоффрі Бріссо              | Франція         | 200.28          | 80.01       | 7           | 120.27           | 8                |
| 9                                  | Лоранс Фурн'є Бодрі / Ніколай Сьоренсен        | Канада          | 199.91          | 75.79       | 10          | 124.12           | 6                |
| 10                                 | Джулія Турккіла / Маттіас Верслуйс             | Фінляндія       | 192.34          | 75.89       | 9           | 116.45           | 10               |
| 11                                 | Лоїсія Демужо / Тео ле Мерс'є                  | Франція         | 190.00          | 75.74       | 11          | 114.26           | 13               |
| 12                                 | Діана Девіс / Гліб Смолкін                     | Грузія          | 188.34          | 74.46       | 12          | 113.88           | 14               |
| 13                                 | Катержина Мразкова / Даніель Мразек            | Чехія           | 188.28          | 73.05       | 13          | 115.23           | 11               |
| 14                                 | Ганна Лім / Йе Кан                             | Південна Корея  | 186.51          | 71.89       | 14          | 114.62           | 12               |
| 15                                 | Наталі Ташлерова / Філіп Ташлер                | Чехія           | 180.77          | 68.25       | 18          | 111.92           | 15               |
| 16                                 | Юка Орігара / Юхо Пірінен                      | Фінляндія       | 175.99          | 68.66       | 17          | 107.33           | 16               |
| 17                                 | Холлі Гарріс / Джейсон Чен                     | Австралія       | 174.78          | 71.44       | 16          | 103.34           | 19               |
| 18                                 | Місато Комацубара / Тім Колето                 | Японія          | 173.90          | 66.92       | 20          | 106.98           | 17               |
| 19                                 | Олівія Смарт / Тім Дік                         | Іспанія         | 173.53          | 71.81       | 15          | 101.72           | 20               |
| 20                                 | Каролайн Сусіс / Шейн Фірус                    | Ірландія        | 171.67          | 68.04       | 19          | 103.63           | 18               |
| Не відібралися до довільного танцю |                                                |                 |                 |             |             |                  |                  |
| 21                                 | Фібе Беккер / Джеймс Фернандес                 | Велика Британія | 66.39           | 66.39       | 21          | Н/Д              | Н/Д              |
| 22                                 | Дженніфер Жанс вас Ренсбург / Бенжамін Стеффан | Німеччина       | 65.86           | 65.86       | 22          | Н/Д              | Н/Д              |
| 23                                 | Емілі Братті / Ян Сомервілль                   | США             | 65.21           | 65.21       | 23          | Н/Д              | Н/Д              |
| 24                                 | Марія Ігнатьєва / Данило Семко                 | Угорщина        | 64.59           | 64.59       | 24          | Н/Д              | Н/Д              |
| 25                                 | Вікторія Манні / Карло Ретлісбергер            | Італія          | 63.64           | 63.64       | 25          | Н/Д              | Н/Д              |
| 26                                 | Марія Голубцова / Кирил Бєлобров               | Україна         | 63.30           | 63.30       | 26          | Н/Д              | Н/Д              |
| 27                                 | Анна Сімова / Кирило Аксенов                   | Словаччина      | 62.76           | 62.76       | 27          | Н/Д              | Н/Д              |
| 28                                 | Мілла Руд Рейтан / Микола Майоров              | Швеція          | 61.13           | 61.13       | 28          | Н/Д              | Н/Д              |
| 29                                 | Марія Нововицька / Михайло Нововицький         | Ізраїль         | 59.16           | 59.16       | 29          | Н/Д              | Н/Д              |
| 30                                 | Чен Ксізі / Ксін Цзянін                        | КНР             | 58.80           | 58.80       | 30          | Н/Д              | Н/Д              |
| 31                                 | Пауліна Раманаускайте / Дейвідас Кізала        | Литва           | 58.52           | 58.52       | 31          | Н/Д              | Н/Д              |
| 32                                 | Джина Зендер / Беда Леон Зібер                 | Швейцарія       | 58.19           | 58.19       | 32          | Н/Д              | Н/Д              |
| 33                                 | Солен Мазін / Марко Гайдаренко                 | Естонія         | 57.09           | 57.09       | 33          | Н/Д              | Н/Д              |
| 34                                 | Олівія Олівер / Філіп Божановскі               | Польща          | 54.19           | 54.19       | 34          | Н/Д              | Н/Д              |
| 35                                 | Ганна Якуц / Алессіо Галлі                     | Нідерланди      | 51.99           | 51.99       | 35          | Н/Д              | Н/Д              |
| 36                                 | Андрін Кархарт / Олександр Колосовський        | Азербайджан     | 49.56           | 49.56       | 36          | Н/Д              | Н/Д              |